# Kazuki Minami
Kazuki Minami (24 gennaio 2000) è un ginnasta giapponese, campione iridato nel concorso a squadre ad Anversa 2023.

## Biografia
Ai mondiali di Kitakyushu 2021 ha guadagnato l'argento nel corpo libero, terminando alle spalle dell'italiano Nicola Bartolini.
Alle Universiadi di Chengdu 2021, differite all'estate 2023 a causa della pandemia di COVID-19, ha vinto l'argento nel concorso a squadre.
Ai mondiali di Anversa 2023 ha ottenuto l'oro nel concorso a squadre, con i connazionali  Kenta Chiba, Daiki Hashimoto, Kazuma Kaya e Kaito Sugimoto, e l'argento nel corpo libero, dietro all'israeliano Artem Dolgopyat.

## Palmarès
- Mondiali

Kitakyushu 2021: argento nel corpo libero;
Anversa 2023: oro nel concorso a squadre; argento nel corpo libero;
- Universiadi

Chengdu 2021: argento nel concorso a squadre;